# Déchet toxique
Un déchet toxique est un type de déchet qui peut s'avérer nuisible à la santé des êtres vivants, par exemple en pouvant causer la mort, des blessures, des cancers ou d'autres maladies, ou des malformations congénitales aux êtres vivants, et qui peut contaminer l'eau (nappes, cours d'eau, lacs, zones humides), les sédiments, les sols ou l'atmosphère. 

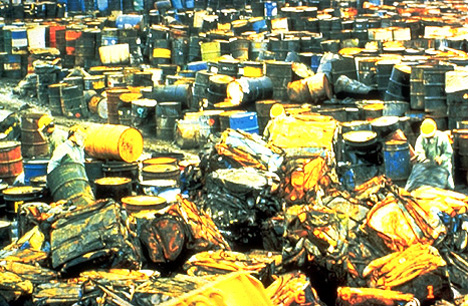
Site d’accueil de déchets toxiques, dit Valley of the Drums, dans le Kentucky aux États-Unis, ici en 1980.

S'il peut affecter la nature sauvage et donc les services écosystémiques, ce déchet est aussi qualifié d'« écotoxique » (Remarque : Un déchet peut être écotoxique à des doses où il n'est pas réputé toxique pour l'Homme et sa toxicité peut éventuellement être exacerbée par une synergie avec un autre composé, ou  n'apparaître qu'en présence de ce composé). 

## Sémantique
Cette notion recouvre en partie celle de « déchets dangereux », ou qualifient parfois de certains matériaux mis au rebut, apparemment inertes, mais pouvant poser un risque à moyen ou long terme pour la santé ou l'environnement en libérant des composés toxiques ou écotoxiques (amiante ou métaux lourds par exemple).

## Origines
Les déchets toxiques ont de nombreuses sources. Ils sont connus pour être rejetés ou produits en plus grande quantité par les mines, certaines usines et filières industrielles, de grands incinérateurs, etc. Mais des déchets dangereux et/ou toxiques sont aussi des sous-produits de nombreux types de fabrication, de l'agriculture industrielle, des systèmes de traitement des eaux résiduaires urbaines, de la construction / démolition / réhabilitation, des garages, des  laboratoires, des hôpitaux et d'autres classes d'activité. Même les ménages produisent des déchets dangereux à partir d'éléments tels que les batteries, le matériel informatique utilisé, et les peintures restes ou de pesticides dont une partie sont dits « déchets toxiques en quantité dispersée ».

## Nature des déchets toxiques
Ces déchets peuvent être liquides, solides, gazeux ou produits sous forme de boues. Ils peuvent par exemple contenir des produits chimiques, des métaux lourds, émettre des radiations, libérer des toxines et/ou des agents pathogènes dangereux, risquer de sélectionner des pathogènes ou organismes indésirables résistants (déchets de médicaments, de déchet de pesticides)

## Risques sanitaires
Ils varient selon le type de déchet et le type d'exposition ou de risque d'exposition. Le risque d'exposition apparait quand un produit toxique est libéré dans le milieu naturel (eau/air/sol) ou les écosystèmes et le réseau trophique ou la chaine alimentaire. En particulier des risques de libération et dispersion de substances toxiques à partir des déchets sont liés aux processus de combustion, inondation, lessivage, érosion. Un risque temporellement particulier est lié aux toxiques persistants et bioaccumulables et plus encore quand ils sont non-dégradables (par exemple le mercure, qui est l'un des polluants les plus préoccupants).
Les risques et dangers apparaissent de manière immédiate ou différée dans l'espace et dans le temps (par exemple pour des déchets transportés à l'étranger (souvent dans un pays pauvre ou à faible législation environnementale), pour des munitions immergées dont l'ypérite, les nitrates ou le mercure ne seront dispersés qu'après parfois plus d'un siècle, le temps que le métal externe soit corrodé puis que la capsule de fulminate de mercure soit suffisamment dégradée par l'eau de mer. De même pour de nombreux déchets enfouis dans un sol qui risque dans les décennies à venir de se retrouver inondé, ou sous le niveau d'une nappe phréatique en raison de l'élévation du niveau de la mer, ou comme cela est arrivé en Amérique après l'ouragan Katrina. 
Des déchets doivent être déclarés comme toxiques s'ils contiennent par exemple des poisons connus et non biodégradables (plomb, mercure, cadmium, chrome hexavalent, etc. ) ou des agents ou substances cancérigènes ou mutagènes, et si l'exposition à ceux-ci (y compris accidentellement, via des fuites ou l'évaporation à partir d'un lieu de stockage) peut provoquer un risque accru de cancers ou mutations chez les personnes exposées. On a par exemple montré en 2008 qu'un groupe rare de leucémies avec polyglobuliea été détecté autour d'un site de déchets toxiques de décharge dans le nord de la Pennsylvanie en 2008.
Des déchets toxiques en quantités dispersées sont présents dans de nombreuses décharges de déchets ménagers, décharges souvent moins bien confinées que les décharges spécialisées (type décharge de classe zéro ou décharge de classe 1). Une étude de 7 ans a testé la prévalence de 18 types de cancers dans un rayon de 1 mile autour de la décharge de déchets ménagers de North Hampton (ouest du Massachusetts). Elle n'a pas détecté de risque accru de ces cancers.

## Gestion et élimination
Concernant les toxiques non dégradables et qui sont rares, utiles et ou qui ont encore une valeur technique ou commerciale, une tendance récente est à ne pas éliminer ces déchets mais dans la mesure du possible à les recycler (économie circulaire). C'est le cas par exemple des métaux du groupe du platine, quand cela est commercialement rentable. 
L'industrie extractive a parfois rejeté en mer d'importantes quantités de déchets toxiques (boues rouges, effluents industriels...) ou stocke des millions de m3 de déchets cyanurés dans des bassins de plein air.
L'industrie pétrolière et gazière réinjecte de plus en plus dans le sous-sol (avec les boues de forage ou les fluides de mise en pression de puits) une grande partie de ses déchets toxiques. Le torchage y contribue aussi, mais il n'élimine pas le plomb, le mercure ou les acides qui peuvent être remontés dans les condensats. 
L'élimination des déchets toxiques consiste parfois en une destruction des composés toxiques (cela n'est pas toujours possible, mais certaines molécules issues de la chimie organique peuvent être détruites par des catalyseurs et/ou incinération à haute température). Sinon, l'élimination consiste à rendre le déchet inerte (c'est-à-dire le stabiliser pour le rendre moins vulnérable à la dispersion par l'eau, l'air, l'érosion ou la bioturbation dans l'environnement) puis à le stocker. 
Jusque dans les années 1980, beaucoup de déchets toxiques étaient simplement enfouis directement ou après mise en bidons dans le sous-sol des carrières, d'anciennes mines, etc. 
En raison des risques et dangers liés à ces déchets, les installations d'élimination des déchets toxiques sont de plus en plus complexes et soumises à réglementation et surveillance. Elles sont généralement conçues pour recevoir et contenir de façon permanente ces déchets, les traiter tout en empêchant à la mesure des moyens techniques disponibles et économiquement supportables dans les conditions du moment le rejet de polluants nocifs pour l'environnement. 
La pratique aujourd'hui la plus courante d'élimination des déchets toxiques est leur inertage puis placement dans des cellules de décharges spécialisées. 
Cependant, si les déchets contiennent des métaux lourds ou des isotopes radioactifs, ceux-ci doivent être séparés et stockés, car ils ne peuvent pas être détruits. La méthode de stockage cherchera à immobiliser les composants toxiques des déchets, éventuellement par le stockage dans des conteneurs scellés, l'inclusion dans un milieu stable tel que le verre ou un mélange de ciment, ou l'enfouissement sous une couche d'argile imperméable. Transporteurs et installations de déchets peuvent facturer des frais ; par conséquent, des méthodes inappropriées d'élimination peuvent être utilisées pour éviter de payer ces frais. Lorsque le traitement des déchets toxiques est réglementé, l'élimination inappropriée des déchets toxiques peut être passible d'amendes ou de peines de prison. Les sites d'enfouissement des déchets toxiques et d'autres zones de friches contaminées peuvent éventuellement être utilisés comme espaces verts ou réaménagés pour un usage commercial ou industriel.

## Trafics
En 1987 un rapport de l'organisation Greenpeace précise que « 15 800 barils de différentes tailles et 20 conteneurs de déchets toxiques ont été exportés illégalement d'Italie au Liban. Des hommes armés ont dissimulé l'opération, soudoyés avec une partie de la somme payée par une société italienne à des entreprises libanaises. » En 1988, la baignade est interdite au Liban tant les eaux sont contaminées par ce trafic.
En 1989, sont découverts fortuitement en Calabre (région située dans le Sud de l'Italie) 60 tonnes de déchets médicaux prêts à être incinérés dans un four industriel. Un an plus tard, le bateau Rosso s’échoue près de la petite ville côtière d'Amantea, après avoir vraisemblablement servi à transporter plusieurs tonnes de déchets radioactifs désormais évanouis dans la nature. On estime que plus de cent vaisseaux-poubelles comme le Rosso ont disparu en Méditerranée. D’autres déchets auraient été enfouis dans la vallée de l’Oliva, où des analyses ont révélé la présence de substances nocives et de césium 137 dans les sols. La Ndrangheta, la mafia calabraise, semble être aux commandes de ce trafic lucratif. Mais alors que les activistes écologistes tentent d'alerter depuis plus de vingt ans pour que la Calabre ne devienne pas la décharge de l’Europe, les pouvoirs publics restent inactifs. Les enquêteurs sont placardisés, les procès constamment repoussés, et les dossiers les plus sulfureux se perdent dans les archives. La mafia a ainsi amassé des millions d'euros grâce au trafic de déchets radioactifs.

## Législation
Elle varie beaucoup dans l'espace et le temps et porte notamment sur le contrôle et le suivi, l'emballage, le transport, les manipulations et l'élimination des déchets toxiques et/ou dangereux. 
C'est surtout à partir des années 1970 que les réglementations nationales puis internationales se sont intéressées aux déchets toxiques. Ainsi, aux États-Unis, l'Environmental Protection Agency (EPA) et les services de l'État ont produit un ensemble de règles régissant les déchets dangereux, périodiquement mises à jour au gré de l'évolution des connaissances scientifiques, et des pressions de divers lobbies. 
L'EPA exige que les déchets toxiques soient manipulés avec des précautions particulières et être éliminés dans des installations dédiées. De nombreuses villes aux États-Unis organisent des journées de collecte de déchets ménagers toxiques. Certains matériaux non-acceptés dans les poubelles et décharges régulières (ex : munitions non explosées, déchets produits dans le commerce, explosifs et autres produits toxiques ou dangereux sensibles aux chocs, aiguilles hypodermiques/seringues et certains autres déchets médicaux, des matières radioactives de détecteurs de fumée ou d'anciens paratonnerres, etc. font l'objet de filières spécialisées de collecte.